# Hervé Duclos-Lassalle
Hervé Duclos-Lassalle (født 24. december 1979) er en fransk tidligere professionel cykelrytter.
Han er søn af den tidligere cykelrytter Gilbert Duclos-Lassalle.
Han blev udtaget til Tour de France 2008, men styrtede på 1. etape og måtte udgå.